# Krzesimir Dębski (album)
Krzesimir Dębski – album współczesnej muzyki poważnej skomponowanej przez Krzesimira Dębskiego, nagranej przez kompozytora – dyrygenta z udziałem Polskiej Orkiestry Radiowej oraz skrzypka Łukasza Błaszczyka i kontrabasisty Adama Bogackiego, wydany 18 września 2015 przez Agencja Muzyczna Polskiego Radia (nr kat. PRCD 1943). Płytę nominowano do Fryderyka 2016 w kategorii Album Roku – Muzyka Współczesna.

## Lista utworów
II koncert skrzypcowy Wariacje na temat K. Dębskiego Stories na kontrabas i orkiestrę
| 1. | „Lento e sferico”                       | 16:28   |
|    |                                         |         |
| 2. | „Adagio”                                | 9:35    |
|    |                                         |         |
| 3. | „Strepitoso”                            | 8:19    |
|    |                                         |         |
| 4. | „Variations on a Theme by K. Dębski”    | 19:45   |
|    |                                         |         |
| 5. | „Stories for Double Bass and Orchestra” | 20:46   |
|    |                                         |         |
|    |                                         | 1:14:53 |
|    |                                         |         |

## Wykonawcy
- Łukasz Błaszczyk – skrzypce (1–3)
- Adam Bogacki – kontrabas (5)
- Polska Orkiestra Radiowa pod dyrekcją Krzesimira Dębskiego